# Festival de la Cançó d'Eurovisió 1972
El XVII Festival de la Cançó d'Eurovisió va tenir lloc el 25 de març de 1972 al Usher Hall d'Edimburg, Escòcia. La presentadora va ser Moira Shearer i la vencedora va ser la cantant d'origen grec Vicky Leandros, qui representava a Luxemburg. El seu tema es titulava "Après toi".
El principat de Mònaco, país guanyador de l'any anterior, no va poder organitzar el festival d'aquell any, a causa de la impossibilitat de trobar un lloc adequat per a tal celebració al principat. Per aquest motiu, la televisió monegasca va convidar la BBC a organitzar el festival a causa de l'experiència que tenien, a pesar que el Regne Unit havia quedat classificat en quart lloc l'any anterior per darrere d'Espanya i Alemanya Occidental. Per primera vegada, la BBC organitzava aquest esdeveniment fora de Londres. Era el quart festival d'Eurovisió celebrat al Regne Unit en 13 anys.
Irlanda va presentar un tema en gaèlic, l'única vegada en la seva història a haver-hi concorregut amb un tema cantant en aquest idioma.
A pesar que va ser "Après Toi" la cançó que va donar a Vicky la victòria en aquesta edició, la cançó que ella mateixa va interpretar al festival de 1967, "L'amour est bleu", ha tingut molt més èxit internacional.

## Resultats

Països participants.
Països que hi van participar al passat però no el 1972.

Els països van votar de tres en tres, per la qual cosa va haver-hi només 6 torns de vot. Des del principi, Luxemburg va agafar un gran avantatge.
| #  | País i TV               | Intèrpret(s)                     | Cançó                         | Traducció                         | Idioma          | Lloc | Punts |
| -- | ----------------------- | -------------------------------- | ----------------------------- | --------------------------------- | --------------- | ---- | ----- |
| 1  | Alemanya Occidental ARD | Mary Roos                        | Nur die Liebe läßt uns leben  | Només l'amor ens deixa viure      | Alemany         | 3    | 107   |
| 2  | França ORTF             | Betty Mars                       | Comé comédie                  | Come-comèdia                      | Francès         | 11   | 81    |
| 3  | Irlanda RTÉ             | Sandie Jones                     | Ceol an ghrá                  | La música de l'amor               | Gaèlic irlandès | 15   | 72    |
| 4  | Espanya TVE             | Jaime Morey                      | Amanece                       | Clareja                           | Español         | 10   | 83    |
| 5  | Regne Unit BBC          | The New Seekers                  | Beg, steal or borrow          | Mendigar, robar o demanar prestat | Anglès          | 2    | 114   |
| 6  | Noruega NRK             | Grethe & Benny                   | Småting                       | Les coses petites                 | Noruec          | 14   | 73    |
| 7  | Portugal RTP            | Carlos Mendes                    | A festa da vida               | La festa de la vida               | Portuguès       | 7    | 90    |
| 8  | Suïssa SSR SRG          | Véronique Müller                 | C'est la chanson de mon amour | És la cançó del meu amor          | Francès         | 8    | 88    |
| 9  | Malta MTPBS             | Helen & Joseph                   | L-imħabba                     | L'amor                            | Maltès          | 18   | 48    |
| 10 | Finlàndia YLE           | Päivi Paunu & Kim Floor          | Muistathan                    | Te'n recordes?                    | Finès           | 12   | 78    |
| 11 | Àustria ORF             | Milestones                       | Falter im Wind                | Papallona en el vent              | Alemany         | 5    | 100   |
| 12 | Itàlia RAI              | Nicola di Bari                   | I giorni dell'arcobaleno      | Els dies de l'arc de Sant Martí   | Italià          | 6    | 92    |
| 13 | Iugoslàvia JRT          | Tereza Kesovija                  | Muzika i tu                   | La música i tu                    | Croat           | 9    | 87    |
| 14 | Suècia SR               | Family Four                      | Härliga sommardag             | Bonic dia d'estiu                 | Suec            | 13   | 75    |
| 15 | Mònaco TMC              | Peter McLane & Anne-Marie Godart | Comme on s'aime               | Com ens estimem                   | Francès         | 16   | 65    |
| 16 | Bèlgica RTBF            | Serge & Christine Ghisoland      | À la folie ou pas de tout     | Apassionadament o res de res      | Francès         | 17   | 55    |
| 17 | Luxemburg CLT           | Vicky Leandros                   | Après toi                     | Després de tu                     | Francès         | 1    | 128   |
| 18 | Països Baixos NOS       | Sandra & Andres                  | Als 't om de liefde gaat      | Quan es parla d'amor              | Neerlandès      | 4    | 106   |

## Taula de vots

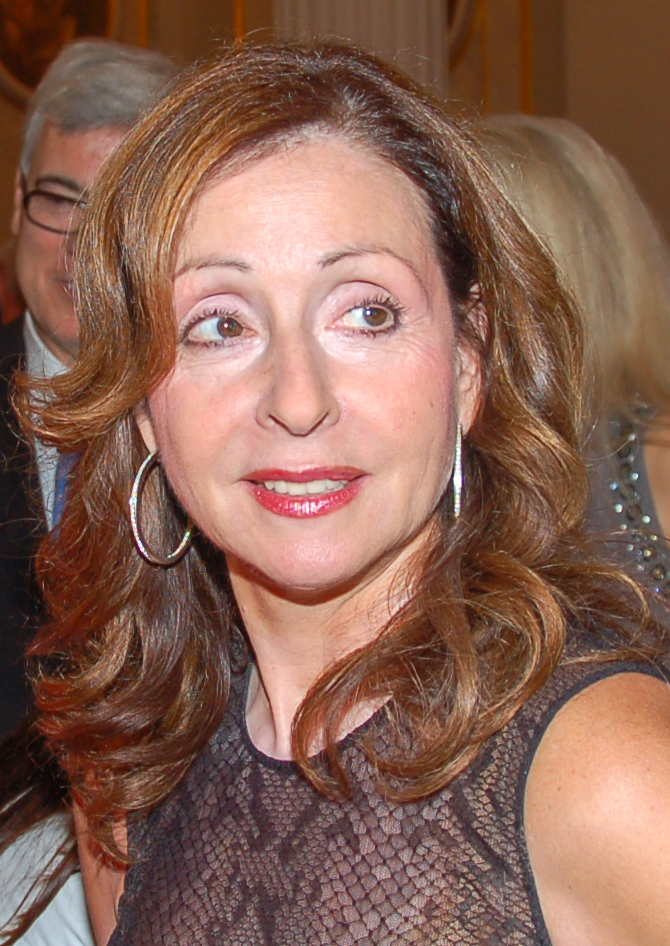
La cantant Vicky Leandros, guanyadora.

| Alemanya Occidental                 | França        | Irlanda | Espanya franquista | Regne Unit | Noruega | Portugal | Suïssa | Malta | Finlàndia | Àustria | Itàlia | Iugoslàvia | Suècia | Mònaco | Bèlgica | Luxemburg | Països Baixos |    |   |
| Participants                        | Alemanya      |         | 8                  | 6          | 9       | 5        | 6      | 6     | 5         | 4       | 5      | 5          | 7      | 5      | 8       | 8         | 7             | 7  | 6 |
| Participants                        | França        | 5       |                    | 5          | 2       | 9        | 7      | 2     | 3         | 5       | 4      | 2          | 3      | 5      | 2       | 6         | 7             | 8  | 6 |
| Participants                        | Irlanda       | 4       | 3                  |            | 4       | 4        | 6      | 4     | 3         | 6       | 3      | 4          | 3      | 3      | 5       | 5         | 4             | 6  | 5 |
| Participants                        | Espanya       | 7       | 5                  | 5          |         | 3        | 8      | 6     | 3         | 4       | 4      | 5          | 3      | 2      | 7       | 8         | 3             | 5  | 5 |
| Participants                        | Regne Unit    | 8       | 9                  | 6          | 2       |          | 10     | 4     | 8         | 2       | 7      | 7          | 7      | 9      | 6       | 9         | 4             | 8  | 8 |
| Participants                        | Noruega       | 4       | 3                  | 6          | 5       | 4        |        | 5     | 2         | 5       | 7      | 3          | 2      | 5      | 4       | 4         | 4             | 6  | 4 |
| Participants                        | Portugal      | 3       | 4                  | 7          | 7       | 4        | 2      |       | 6         | 5       | 2      | 4          | 9      | 4      | 7       | 4         | 7             | 10 | 5 |
| Participants                        | Suïssa        | 4       | 5                  | 6          | 5       | 4        | 7      | 2     |           | 4       | 7      | 8          | 5      | 5      | 4       | 6         | 4             | 7  | 5 |
| Participants                        | Malta         | 3       | 2                  | 4          | 2       | 6        | 2      | 2     | 2         |         | 5      | 2          | 2      | 2      | 3       | 3         | 2             | 2  | 4 |
| Participants                        | Finlàndia     | 4       | 3                  | 3          | 6       | 5        | 6      | 4     | 3         | 3       |        | 3          | 3      | 4      | 4       | 5         | 8             | 6  | 8 |
| Participants                        | Àustria       | 6       | 6                  | 6          | 6       | 3        | 5      | 5     | 7         | 5       | 4      |            | 6      | 8      | 10      | 5         | 4             | 5  | 9 |
| Participants                        | Itàlia        | 4       | 5                  | 3          | 2       | 3        | 6      | 7     | 9         | 6       | 6      | 6          |        | 4      | 8       | 6         | 6             | 6  | 5 |
| Participants                        | Iugoslàvia    | 7       | 4                  | 5          | 8       | 5        | 4      | 5     | 2         | 4       | 3      | 3          | 2      |        | 4       | 9         | 8             | 8  | 6 |
| Participants                        | Suècia        | 5       | 3                  | 5          | 3       | 3        | 5      | 4     | 2         | 4       | 5      | 4          | 3      | 7      |         | 5         | 7             | 5  | 5 |
| Participants                        | Mònaco        | 4       | 3                  | 4          | 3       | 5        | 6      | 2     | 2         | 5       | 5      | 3          | 3      | 4      | 3       |           | 4             | 4  | 5 |
| Participants                        | Bèlgica       | 2       | 3                  | 4          | 2       | 5        | 2      | 3     | 3         | 5       | 4      | 2          | 3      | 2      | 2       | 4         |               | 6  | 3 |
| Participants                        | Luxemburg     | 9       | 8                  | 9          | 2       | 10       | 8      | 7     | 6         | 4       | 6      | 8          | 9      | 10     | 8       | 7         | 8             |    | 9 |
| Participants                        | Països Baixos | 6       | 6                  | 8          | 8       | 9        | 8      | 5     | 6         | 3       | 9      | 6          | 3      | 9      | 6       | 5         | 2             | 7  |   |
| LA TAULA ESTÀ ORDENADA PER APARICIÓ |               |         |                    |            |         |          |        |       |           |         |        |            |        |        |         |           |               |    |   |

### Màximes puntuacions
Després de la votació, els països que van rebre 10 punts (màxima puntuació que podia atorgar el jurat) van ser:
| N. | A          | De                     |
| -- | ---------- | ---------------------- |
| 2  | Luxemburg  | Regne Unit, Iugoslàvia |
| 1  | Regne Unit | Noruega                |
| 1  | Portugal   | Luxemburg              |
| 1  | Àustria    | Suècia                 |